# Jurek Becker
Jurek Becker (asi 30. září 1937, Łódź – 14. března 1997, Sieseby) byl německý spisovatel židovského původu narozený v Polsku. Byl též disidentem východoněmeckého režimu. Proslavil se především románem Jakub lhář (Jakob der Lügner), jehož filmová verze z roku 1974 přinesla představiteli hlavní role Vlastimilu Brodskému Stříbrného medvěda na Mezinárodním filmovém festivalu v Berlíně roku 1975. K tomuto snímku Becker sám napsal scénář.
Jeho datum narození není zcela jisté, jeho otec patrně kdysi uvedl datum, které mělo dítě chránit před deportací. Je pravděpodobné, že Becker byl o několik let mladší. Jako dítě žil v lodžském ghettu. Když mu bylo pět, byl poslán do koncentračního tábora Ravensbrück a později do Sachsenhausenu. Jeho matka holokaust nepřežila, ale otec ano. Otec a syn se po válce dali dohromady a usadili se spolu ve východním Berlíně. Po absolvování vojenské služby ve východoněmecké armádě v 50. letech 20. století, během které se pevně spřátelil s hercem Manfredem Krugem, studoval Becker filozofii na Humboldtově univerzitě, ale byl ze studií vyloučen za vyjadřování nekonformních názorů. V 60. letech psal filmové scénáře. Byl mezi nimi i Jakub lhář, kde zpracoval vzpomínky svého otce. Když byla produkce filmu zastavena, přepsal Becker scénář do formy románu. Tím roku 1969 vstoupil do literatury. Román se dočkal velkého ohlasu a byl přeložen do dvaceti jazyků. Úspěch přinesl Beckerovy roku 1971 též Cenu Heinricha Manna. V roce 1974 ho nakonec zfilmovala východoněmecká filmová společnost DEFA. V roce 1975 se stal prvním a nakonec jediným východoněmeckým filmem, který byl kdy nominován na Oscara v kategorii cizojazyčných filmů. To Beckerovy zajistilo Státní cenu. V polovině 70. let se ale též začal dostávat do sporů s úřady NDR. Byl jedním z původních dvanácti signatářů petice proti vyhoštění spisovatele a zpěváka Wolfa Biermanna v listopadu 1976. V roce 1977 Becker emigroval z východního do Západního Berlína, i když si poněkud nezvykle ponechal své východoněmecké občanství. Pokračoval na západě v literární činnosti a přednášel též na řadě univerzit: Univerzitě v Essenu, Univerzitě v Augsburgu, Cornellově univerzitě, Texaské univerzitě v Austinu a na Washingtonské univerzitě.